# Morten Jensen (Leichtathlet)
Morten Jensen (* 2. Dezember 1982 in Lynge) ist ein ehemaliger dänischer Leichtathlet, der sich auf den Weitsprung spezialisiert hat und auch im Sprint an den Start ging. Er ist Inhaber des dänischen Landesrekordes und feierte seinen größten sportlichen Erfolg mit dem Gewinn der Bronzemedaille bei den Halleneuropameisterschaften 2011 in Paris.

## Sportliche Laufbahn
Erste internationale Erfahrungen sammelte Morten Jensen im Jahr 2000, als er bei den Juniorenweltmeisterschaften in Santiago de Chile mit 10,70 s im Viertelfinale im 100-Meter-Lauf ausschied und im Weitsprung mit 7,25 m den Finaleinzug verpasste. Im Jahr darauf belegte er bei den Junioreneuropameisterschaften in Grosseto in 21,64 s den achten Platz im 200-Meter-Lauf und gelangte im Weitsprung mit 7,45 m auf Rang sechs. 2003 belegte er bei den U23-Europameisterschaften in Bydgoszcz mit 7,81 m den achten Platz und 2005 verpasste er bei den Halleneuropameisterschaften in Madrid mit 7,51 m den Finaleinzug. Im Sommer brachte er dann bei den Weltmeisterschaften in Helsinki in der Qualifikationsrunde keinen gültigen Versuch zustande. Im Jahr darauf schied er bei den Hallenweltmeisterschaften in Moskau mit 7,75 m in der Vorrunde aus und im Sommer verpasste er bei den Europameisterschaften in Göteborg mit 7,42 m den Finaleinzug im Weitsprung und schied über 200 Meter mit 21,56 s im Viertelfinale aus. 2007 schied er bei den Halleneuropameisterschaften in Birmingham mit 7,75 m in der Vorrunde aus und im Sommer verpasste er bei den Weltmeisterschaften in Osaka mit 7,53 m den Finaleinzug. Im Jahr darauf nahm er im Weitsprung an den Olympischen Sommerspielen in Peking teil und schied dort mit 7,63 m in der Qualifikationsrunde aus. 2009 verpasste er bei den Halleneuropameisterschaften in Turin mit 7,82 m den Finaleinzug und im Sommer schied er bei den Weltmeisterschaften in Berlin mit 7,75 m in der Vorrunde aus. Im Jahr darauf brachte er bei den Europameisterschaften keinen gültigen Versuch zustande und wurde beim London Grand Prix, einem Meeting der Diamond League mit 7,96 m Zweiter. 2011 gewann er bei den Halleneuropameisterschaften in Paris mit 8,00 m die Bronzemedaille hinter dem Deutschen Sebastian Bayer und Kafétien Gomis aus Frankreich. Im Juni wurde er bei den Bislett Games in Oslo mit 8,01 m Zweiter und im Jahr darauf gelangte er bei den Europameisterschaften in Helsinki mit 7,56 m auf den elften Platz. 2013 verpasste er bei den Halleneuropameisterschaften in Göteborg mit 7,64 m den Finaleinzug und 2018 beendete er seine aktive sportliche Karriere im Alter von 36 Jahren.
In den Jahren von 2004 bis 2012 sowie 2015 und 2016 wurde Jensen dänischer Meister im Weitsprung im Freien sowie von 2001 bis 2003, 2006 und 2007 und von 2009 bis 2014 in der Halle. Zudem wurde er von 2001 bis 2007 Landesmeister im 100-Meter-Lauf sowie 2002 und 2004 und von 2006 bis 2009 über 200 Meter. 2013 wurde er zudem Hallenmeister in der 4-mal-200-Meter-Staffel.

## Persönliche Bestleistungen
- 100 Meter: 10,29 s (+2,0 m/s), 18. September 2004 in Greve
  - 60 Meter (Halle): 6,80 s, 28. Januar 2007 in Malmö
- 200 Meter: 20,75 s (+0,7 m/s), 20. August 2004 in Kopenhagen
  - 200 Meter (Halle): 21,17 s, 19. Februar 2005 in Göteborg
- Weitsprung: 8,25 m (+0,5 m/s), 2. Juli 2005 in Göteborg (dänischer Rekord)